# 4 (عدد)
4 (أربعة) هو عدد صحيح يلي العدد 3 ويسبق العدد 5 وهو عدد طبيعي موجب.
هو أول عدد طبيعي يقبل القسمة على عدد آخر عدا نفسه.

## في الرياضيات
4 هو أصغر عدد غير أولي. وهو أيضا أصغر مربع لعدد أولي، وهو أيضا المربع الوحيد الذي يكبر عددا أوليا بواحد.
- انظر إلى مبرهنة الألوان الأربعة.
- انظر إلى مبرهنة المربعات الأربع للاغرانج.

## في الديانات

### الإسلام
ذكر الرقم أربعة في القرآن (بالألفاظ أربع ‒أربعة ‒رُباع) 14 مرة في حين ذكر بالصفة الترتيبية رابع مرتين، ومجموع مرات الذكر 16 مرة، كما ذكر مقلوبه الرُبع (14) مرتين.
من أمثلة ذلك:
- ﴿وَإِذْ قَالَ إِبْرَاهِيمُ رَبِّ أَرِنِي كَيْفَ تُحْيِ الْمَوْتَى قَالَ أَوَلَمْ تُؤْمِنْ قَالَ بَلَى وَلَكِنْ لِيَطْمَئِنَّ قَلْبِي قَالَ فَخُذْ أَرْبَعَةً مِنَ الطَّيْرِ فَصُرْهُنَّ إِلَيْكَ ثُمَّ اجْعَلْ عَلَى كُلِّ جَبَلٍ مِنْهُنَّ جُزْءًا ثُمَّ ادْعُهُنَّ يَأْتِينَكَ سَعْيًا وَاعْلَمْ أَنَّ اللَّهَ عَزِيزٌ حَكِيمٌ ۝٢٦٠﴾ [2] (سورة البقرة)
- ﴿وَإِنْ خِفْتُمْ أَلَّا تُقْسِطُوا فِي الْيَتَامَى فَانْكِحُوا مَا طَابَ لَكُمْ مِنَ النِّسَاءِ مَثْنَى وَثُلَاثَ وَرُبَاعَ فَإِنْ خِفْتُمْ أَلَّا تَعْدِلُوا فَوَاحِدَةً أَوْ مَا مَلَكَتْ أَيْمَانُكُمْ ذَلِكَ أَدْنَى أَلَّا تَعُولُوا ۝٣﴾ [3] (سورة النساء)
- ﴿سَيَقُولُونَ ثَلَاثَةٌ رَابِعُهُمْ كَلْبُهُمْ وَيَقُولُونَ خَمْسَةٌ سَادِسُهُمْ كَلْبُهُمْ رَجْمًا بِالْغَيْبِ وَيَقُولُونَ سَبْعَةٌ وَثَامِنُهُمْ كَلْبُهُمْ قُلْ رَبِّي أَعْلَمُ بِعِدَّتِهِمْ مَا يَعْلَمُهُمْ إِلَّا قَلِيلٌ فَلَا تُمَارِ فِيهِمْ إِلَّا مِرَاءً ظَاهِرًا وَلَا تَسْتَفْتِ فِيهِمْ مِنْهُمْ أَحَدًا ۝٢٢﴾ [4] (سورة الكهف)
- ﴿وَاللَّهُ خَلَقَ كُلَّ دَابَّةٍ مِنْ مَاءٍ فَمِنْهُمْ مَنْ يَمْشِي عَلَى بَطْنِهِ وَمِنْهُمْ مَنْ يَمْشِي عَلَى رِجْلَيْنِ وَمِنْهُمْ مَنْ يَمْشِي عَلَى أَرْبَعٍ يَخْلُقُ اللَّهُ مَا يَشَاءُ إِنَّ اللَّهَ عَلَى كُلِّ شَيْءٍ قَدِيرٌ ۝٤٥﴾ [5] (سورة النور)
- ﴿وَجَعَلَ فِيهَا رَوَاسِيَ مِنْ فَوْقِهَا وَبَارَكَ فِيهَا وَقَدَّرَ فِيهَا أَقْوَاتَهَا فِي أَرْبَعَةِ أَيَّامٍ سَوَاءً لِلسَّائِلِينَ ۝١٠﴾ [6] (سورة فصلت)
- ﴿أَلَمْ تَرَ أَنَّ اللَّهَ يَعْلَمُ مَا فِي السَّمَاوَاتِ وَمَا فِي الْأَرْضِ مَا يَكُونُ مِنْ نَجْوَى ثَلَاثَةٍ إِلَّا هُوَ رَابِعُهُمْ وَلَا خَمْسَةٍ إِلَّا هُوَ سَادِسُهُمْ وَلَا أَدْنَى مِنْ ذَلِكَ وَلَا أَكْثَرَ إِلَّا هُوَ مَعَهُمْ أَيْنَ مَا كَانُوا ثُمَّ يُنَبِّئُهُمْ بِمَا عَمِلُوا يَوْمَ الْقِيَامَةِ إِنَّ اللَّهَ بِكُلِّ شَيْءٍ عَلِيمٌ ۝٧﴾ [7] (سورة المجادلة)

## أعمال فنية
هناك العديد من الأعمال الفنية التي تحمل اسم أربعة، مثل:

### مسلسلات
- الاتجاهات الأربعة
- أربع شقق
- أناوأربع بنات
- قليلاً من أربع نساء
- حرب السنوات الأربع
- أربعة في خمسة
- أربع قلوب

### مسرحيات
- الشجعان الأربعة
- أربعة ضد واحد
- صاحي وأربعة نايمين
- أربع مواقف مجنونة
- أربع نساء وامرأة

### أفلام
| - أربع فتيات - الشجعان الأربعة - أربع بنات - أربع مجانين وبس - حسناء وأربع عيون | - أربعة على واحدة - جوز الأربعة - كف وأربع أصابع - سمكة وأربع قروش - أربع بنات وضابط | - أربعة في مهمة رسمية - أسد وأربع قطط بطولة أعضاء فرقة الرباعية فور كاتس - أربعة راكب - أربع حيطان |